# Helena Sandmark
La Profesora Helena Sandsmark es un personaje de DC Comics creado por el escritor/artista John Byrne para la serie de cómics Wonder Woman, que apareció por primera vez en Wonder Woman (vol. 2) #105. La madre de la segunda encarnación de Wonder Girl (Cassie Sandsmark) y una distinguida académica en el campo de la arqueología, Helena también es amiga cercana de la mentora de su hija, Wonder Woman.

## Biografía ficticia

### Introducción Post-Hora Cero
Helena (y su hija, Cassie/Wonder Girl) se presentan en el Universo DC revisado creado después de la historia de Hora Cero: Crisis en el tiempo.
Helena estudió arqueología en la Universidad de Harvard con Julia Kapatelis y fue una de sus alumnas más brillantes. Después de graduarse, participó en varias excavaciones en todo el mundo, incluida una en Grecia, donde hizo un importante descubrimiento que la hizo famosa en su profesión. Por los méritos de su trabajo en Grecia y una recomendación de Julia, a Helena se le otorgó un trabajo como curadora en el Museo de Antigüedades de Gateway City, el museo con la mayor colección de artefactos griegos fuera de Grecia. Fue la arqueóloga más joven en ocupar tal puesto.
Helena conoció a un hombre que más tarde descubrió que era el dios olímpico Zeus. Ella finalmente quedó embarazada de su hija semidiósa, pero él había desaparecido de su vida cuando dio a luz a Cassie. Helena había criado a Cassie sola sin revelar la identidad de su padre ni su ascendencia divina.
Julia envió a su amiga Wonder Woman a Gateway City para que pudiera estudiar en el museo. Mientras estuvo allí, Diana se hizo amiga de Helena y su hija. Helena también había entablado una relación de corta duración con Jason Blood, un ocultista visitante, aunque en ese momento no estaba al tanto de su otro lado. A medida que Diana atraía cada vez más la atención de los enemigos, Helena se preocupó por su hija. Sin embargo, se sorprendió cuando Zeus le concedió poderes a su hija. Su expareja también le otorgó a Helena el poder de eliminar los poderes de Cassie al pronunciar una palabra, castigándola efectivamente cuando lo necesitaba. Cuando Cassie descubrió que Zeus era su padre, la revelación casi destruyó la relación entre madre e hija.
Alrededor de la época en que Diana dejó Gateway City, Helena finalmente hizo las paces con Cassie y le otorgó su bendición para continuar como Wonder Girl con el entendimiento de que entrenaría bien en combate por Artemis. Helena también supervisó la membresía de su hija en el equipo de superhéroes Young Justice, pero objetó abiertamente el hecho de que Bonnie, la madre de Cissie "Arrowette" Jones-King, alentara la participación de su hija sin tener en cuenta los peligros potenciales. En un momento, Helena incluso consideró que el comportamiento de Bonnie era tan peligroso que mantuvo a Cissie con ella y Cassie en Gateway City. Helena permaneció allí para Cassie en los turbulentos meses que siguieron, ajustándose cuando Silver Swan reveló públicamente la verdadera identidad de Wonder Girl, arreglando las cosas cuando la adolescente se enteró de que Zeus era su padre y consolando a su hija después de que su novio Superboy fuera asesinado durante la Crisis infinita.
Durante el incidente del "Ataque de las Amazonas", Wonder Girl y Supergirl intentaron negociar el fin de la guerra entre las Amazonas y los Estados Unidos, pero sin darse cuenta empeoraron las cosas cuando mataron al presidente de los Estados Unidos. Helena fue considerada colaboradora por el gobierno de los EE. UU. y enviada a un campo de internamiento, lo que llevó a Cassie a organizar un intento de rescate. Ante la insistencia de su madre de que la situación se resolviera pacíficamente, Wonder Girl finalmente se fue.
A raíz de la guerra, Wonder Girl y su madre fueron vistas con recelo. Al salir del Museo Gateway, Helena se tomó un año sabático en Grecia y usó el Guantelete de Atlas y las Sandalias de Hermes para mantenerse a salvo. Resultaron invaluables cuando fue secuestrada por las Furias Femeninas y un Hércules hechizado. Cuando este último atacó a Wonder Girl, Helena asombró a su hija al enviar al semidiós tambaleándose con un golpe impulsado por el divino guantelete. La aventura también reunió a Helena con su viejo amigo Aristides Demetrios, conocido como El Olímpico y que había protegido a Helena durante el embarazo de la joven arqueóloga.
Más tarde, Helena se unió a sus compañeros arqueólogos Vijay y Rani Singh en una excavación en Mohenjo-Daro, Pakistán. Cuando Vijay y Rani desaparecieron misteriosamente, Helena pidió ayuda a los Jóvenes Titanes. Al llegar, los Titanes se unieron a Kiran Singh, la brillantemente superpoderosa Solstice, en la búsqueda de sus padres. Pero el equipo pronto se encontró atrapado en un reino perdido cuando fueron atacados por el dios hindú Rey Rankor y sus secuaces demoníacos. En la demostración más brillante de sus poderes hasta la fecha, Solstice desató un pulso cegador que ahuyentó a los demonios, liberando a Helena y los Singh de las garras del rey Rankor.

### The New 52
En el reinicio de The New 52 de la continuidad de DC, el padre de Cassie es un supersoldado británico llamado Lennox Sandsmark, que resulta ser el medio hermano de Wonder Woman y él mismo un semidiós hijo de Zeus. Lennox dejó a la familia cuando Cassie tenía solo cuatro años, por lo que Helena (nuevamente) crio sola a Cassie sin revelar la identidad de su padre o su ascendencia divina. La adolescente Cassie conoce a Red Robin, se une a los Jóvenes Titanes y finalmente se entera de que es la sobrina semidiosa de Wonder Woman.

## En otros medios

### Televisión
La Dra. Helena Sandsmark aparece en Young Justice: Outsiders, con la voz de Mae Whitman.

### Videojuegos
La Dra. Helena Sandsmark aparece como un personaje no jugable (NPC) en Young Justice: Legacy, con la voz de Mae Whitman.

### Varios
- Helena Sandsmark aparece en los cómics relacionados con Universo animado de DC (DCAU) Adventures in the DC Universe y DC Comics Presents: Wonder Woman Adventures #1.
- Helena Sandsmark aparece en el número 54 de Teen Titans Go!.